# Pat Garcia
Patricia Pierce-Garcia Schaak (20. Jahrhundert in Georgia, USA) ist eine der wenigen afroamerikanische Gospel-Sängerinnen in Deutschland.

## Leben
Pat Garcia wurde von Musikproduzent Johannes Nitsch entdeckt und für seinen Profi-Chor Aufwind neben christlichen Popmusikern, Liedermachern und Gospelsängern wie Clemens Bittlinger, Nicole Vogel, Eberhard Rink und Jan Vering gewonnen. Mit der Gruppe tourte Garcia deutschlandweit sowie in die Schweiz, Österreich und Luxemburg. Mit dem deutschen Gospelsänger Jan Vering begann sie 1981 gemeinsam Weihnachtskonzerte unter dem Motto „Black And White Together“ zu geben. Ebenso wirkte sie bei seinen Schallplattenproduktionen mit. 1988 erschien ihr selbstbetiteltes Debüt-Album im christlichen Label Hänssler Music. Weitere Album, darunter wiederholt Live-Aufnahmen, in Zusammenarbeit mit Musikern wie Helmut Jost, Aaron O’Neil und Jan Masuhr und diversen Gospelchören folgten. Heute tritt Pat Garcia mit ihrer Band The Circle Of One auf.

## Diskografie
| Jahr | Titel           | Label          | Anmerkung                                                                   |
| ---- | --------------- | -------------- | --------------------------------------------------------------------------- |
| 1988 | Pat Garcia      | Hänssler Music |                                                                             |
| 1991 | Changes         | Free Records   |                                                                             |
| 1997 | Pat Garcia Live | PG / Ijob      | Featuring: Chor und quer                                                    |
| 1997 | Hold On         | PG / Ijob      | Featuring: Teestubenchor Livekonzert in der Justizvollzugsanstalt Wuppertal |
| 1998 | Roots Unplugged | PG / Ijob      |                                                                             |

### Mitwirkung
| Jahr | Titel         | Hauptinterpret         | Label        | Anmerkung                                     |
| ---- | ------------- | ---------------------- | ------------ | --------------------------------------------- |
| 1980 | Golgatha      | Aufwind                | Blue Rose    |                                               |
| 1982 | Lebenslieder  | Aufwind                | Abakus Musik |                                               |
| 1982 | Wieder live   | Jan Vering und Aufwind | Pila Music   | Gemeinsames Aalbum von Jan Vering und Aufwind |
| 1983 | Fundamentales | Aufwind                | Abakus Musik |                                               |

### Gastauftritte
| Jahr | Titel                           | Hauptinterpret | Label          | Anmerkung |
| ---- | ------------------------------- | -------------- | -------------- | --------- |
| 1984 | How It Feels To Be Free         | Jan Vering     | Abakus Musik   |           |
| 1987 | Und der Himmel begann zu singen | Jan Vering     | Hänssler Music |           |